# Boudewijn Zenden
Boudewijn Zenden (Maastricht, 15 agosto 1976) è un allenatore di calcio ed ex calciatore olandese, centrocampista, attualmente opinionista dell'emittente olandese NOS Studio Voetbal.

## Caratteristiche tecniche
Giocava come esterno di centrocampo a sinistra, era veloce oltre a essere un buon crossatore (crossava molto spesso durante le partite).

## Carriera

### Calciatore

#### Club
Figlio di Pierre Zenden, ex jūdōka e commentatore sportivo, fin da ragazzo Boudewijn alternò la pratica calcistica a quella del judo, disciplina della quale fu cintura nera a 14 anni e il cui campionato regionale del Limburgo vinse tre volte. Comunque, all'età di 16 anni, decise di scegliere il calcio. Il suo primo club fu la squadra dilettantistica del Leonidas, che lo ammise alla sua scuola all'età di 9 anni nel 1985. A 11 anni passò alla scuola calcio del PSV e a 17 anni, nel 1993, esordì nell'Eredivisie, la prima divisione olandese.
Il suo primo trofeo fu la Coppa d'Olanda (1995-1996), cui fece seguito, un anno più tardi, la conquista del titolo di campione nazionale (1996-1997) sempre con il PSV. Il contributo dato a quel successo valse a Zenden il titolo di calciatore olandese dell'anno alla fine della stagione 1997-1998.
Dopo un'altra stagione in patria, si trasferì al Barcellona, vincendo subito il titolo di campione di Spagna 1998-1999. A Barcellona fu chiuso dal suo connazionale Marc Overmars: il tecnico, anch'egli olandese, Louis van Gaal trasformò altresì Zenden in terzino sinistro. Dopo le dimissioni di van Gaal, le presenze in prima squadra di Zenden si fecero sempre più rare finché, alla fine della stagione 2000-2001, questi lasciò la Spagna e accettò la proposta di giocare in Premier League con il Chelsea. Il trasferimento fruttò 7 milioni e mezzo di sterline (pari 10,5 milioni di euro).
Nel 2003 il club londinese lo prestò, e nel 2004 lo cedette definitivamente, al Middlesbrough. Nella finale della Coppa di Lega del 2004 fu proprio Zenden a segnare il gol della vittoria contro il Bolton, dando così al Middlesbrough il primo trofeo ufficiale della sua storia. In tale squadra Zenden giocò centrale di centrocampo.
A fine anno, essendo libero a parametro zero, si trasferì al Liverpool fresco campione d'Europa.
All'inizio della stagione fu schierato da Rafael Benítez nell'undici che vinse la Supercoppa d'Europa 2005; tuttavia un infortunio al ginocchio nel dicembre dello stesso anno lo mise fuori gioco per tutta la stagione. Tornato all'inizio della stagione 2006-2007, conquistò la Community Shield 2006 contro la sua ex squadra, il Chelsea (2-1). Con gli inglesi raggiunse la finale della UEFA Champions League 2006-2007, perdendola dopo essere sceso in campo come titolare. Nell'estate seguente si è accasato all'Olympique Marsiglia.
Il 16 ottobre 2009 firma un contratto di una stagione, con opzione per una supplementare, per il Sunderland AFC. Il primo gol con la maglia dei biancorossi arriva il 16 gennaio 2010, con una conclusione dal limite dell'area di rigore nell'incontro perso per 7-2 in casa del Chelsea. Il 17 maggio dello stesso anno prolunga il suo contratto con i black cats di un altro anno. Al termine della stagione 2010-2011 lascia il club, e questa si rivela successivamente essere la sua ultima annata da calciatore.

#### Nazionale
L'esordio di Zenden in Nazionale risale al 1997 in occasione di una partita di qualificazione al Campionato del mondo 1998 in Francia (30 aprile 1997, San Marino-Paesi Bassi 0-6). Chiamato a far parte dei 22 giocatori che presero parte alla spedizione francese, fu riserva di Marc Overmars, come già succedeva nel Barcellona. Nella finale del terzo posto contro la Croazia segnò uno dei suoi pochi gol in maglia arancione.
Fu presente anche nella selezione olandese che partecipò come paese ospitante all'undicesimo campionato d'Europa, svoltosi in Belgio e nei Paesi Bassi nel 2000, giocando la semifinale contro l'Italia e venendo sostituito prima di vedere la sua Nazionale eliminata ai calci di rigore. Nel torneo ha segnato 2 reti contro Danimarca e Francia.
Il suo ultimo torneo internazionale fu il dodicesimo campionato d'Europa, tenutosi in Portogallo nel 2004. Successivamente, con l'avvento di Marco van Basten sulla panchina olandese, Zenden fu coinvolto nella campagna di svecchiamento della squadra e praticamente escluso dalla selezione.
L'infortunio del dicembre 2005 chiuse di fatto la carriera in Nazionale di Zenden, che infatti non fu chiamato per il campionato del mondo 2006 in Germania. Nel corso della sua carriera Zenden vanta 54 presenze e 7 gol in Nazionale.

### Allenatore
Dopo aver a lungo trattato con il Bayer Leverkusen per un ingaggio da calciatore, il 22 novembre accetta la proposta di Rafa Benítez (suo allenatore ai tempi del Liverpool) di essere suo vice allenatore al Chelsea, ponendo così fine alla sua carriera da calciatore. A fine anno lascia i blues insieme a Rafa Benítez.
Nel 2013/2014 è vice del Jong PSV. Dal novembre 2015 è assistente per la prima squadra (specialistentrainer). Dal 16 dicembre 2019 è il vice di Ernest Faber.

## Statistiche

### Cronologia presenze e reti in nazionale
| Cronologia completa delle presenze e delle reti in nazionale ― Paesi Bassi | Cronologia completa delle presenze e delle reti in nazionale ― Paesi Bassi | Cronologia completa delle presenze e delle reti in nazionale ― Paesi Bassi | Cronologia completa delle presenze e delle reti in nazionale ― Paesi Bassi | Cronologia completa delle presenze e delle reti in nazionale ― Paesi Bassi | Cronologia completa delle presenze e delle reti in nazionale ― Paesi Bassi | Cronologia completa delle presenze e delle reti in nazionale ― Paesi Bassi | Cronologia completa delle presenze e delle reti in nazionale ― Paesi Bassi |
| Data                                                                       | Città                                                                      | In casa                                                                    | Risultato                                                                  | Ospiti                                                                     | Competizione                                                               | Reti                                                                       | Note                                                                       |
| -------------------------------------------------------------------------- | -------------------------------------------------------------------------- | -------------------------------------------------------------------------- | -------------------------------------------------------------------------- | -------------------------------------------------------------------------- | -------------------------------------------------------------------------- | -------------------------------------------------------------------------- | -------------------------------------------------------------------------- |
| 30-4-1997                                                                  | Serravalle                                                                 | San Marino                                                                 | 0 – 6                                                                      | Paesi Bassi                                                                | Qual. Mondiali 1998                                                        | -                                                                          |                                                                            |
| 4-6-1997                                                                   | Johannesburg                                                               | Sudafrica                                                                  | 0 – 2                                                                      | Paesi Bassi                                                                | Amichevole                                                                 | -                                                                          | 82’                                                                        |
| 24-2-1998                                                                  | Miami                                                                      | Messico                                                                    | 2 – 3                                                                      | Paesi Bassi                                                                | Amichevole                                                                 | -                                                                          | 74’                                                                        |
| 27-5-1998                                                                  | Arnhem                                                                     | Paesi Bassi                                                                | 0 – 0                                                                      | Camerun                                                                    | Amichevole                                                                 | -                                                                          | 71’                                                                        |
| 1-6-1998                                                                   | Eindhoven                                                                  | Paesi Bassi                                                                | 5 – 1                                                                      | Paraguay                                                                   | Amichevole                                                                 | -                                                                          | 46’                                                                        |
| 5-6-1998                                                                   | Amsterdam                                                                  | Paesi Bassi                                                                | 5 – 1                                                                      | Nigeria                                                                    | Amichevole                                                                 | -                                                                          | 75’                                                                        |
| 13-6-1998                                                                  | Saint-Denis                                                                | Belgio                                                                     | 0 – 0                                                                      | Paesi Bassi                                                                | Mondiali 1998 - 1º turno                                                   | -                                                                          | 69’                                                                        |
| 20-6-1998                                                                  | Marsiglia                                                                  | Paesi Bassi                                                                | 5 – 0                                                                      | Corea del Sud                                                              | Mondiali 1998 - 1º turno                                                   | -                                                                          | 84’                                                                        |
| 7-7-1998                                                                   | Marsiglia                                                                  | Brasile                                                                    | 1 – 1 dts (4 – 2 dtr)                                                      | Paesi Bassi                                                                | Mondiali 1998 - Semifinale                                                 | -                                                                          | 75’                                                                        |
| 11-7-1998                                                                  | Parigi                                                                     | Paesi Bassi                                                                | 1 – 2                                                                      | Croazia                                                                    | Mondiali 1998 - Finale 3º posto                                            | 1                                                                          |                                                                            |
| 10-2-1999                                                                  | Parigi                                                                     | Portogallo                                                                 | 0 – 0                                                                      | Paesi Bassi                                                                | Amichevole                                                                 | -                                                                          | 76’                                                                        |
| 31-3-1999                                                                  | Amsterdam                                                                  | Paesi Bassi                                                                | 1 – 1                                                                      | Argentina                                                                  | Amichevole                                                                 | -                                                                          |                                                                            |
| 5-6-1999                                                                   | Salvador                                                                   | Brasile                                                                    | 2 – 2                                                                      | Paesi Bassi                                                                | Amichevole                                                                 | -                                                                          | 46’                                                                        |
| 8-6-1999                                                                   | Goiânia                                                                    | Brasile                                                                    | 3 – 1                                                                      | Paesi Bassi                                                                | Amichevole                                                                 | -                                                                          |                                                                            |
| 18-8-1999                                                                  | Copenaghen                                                                 | Danimarca                                                                  | 0 – 0                                                                      | Paesi Bassi                                                                | Amichevole                                                                 | -                                                                          |                                                                            |
| 4-9-1999                                                                   | Rotterdam                                                                  | Paesi Bassi                                                                | 5 – 5                                                                      | Belgio                                                                     | Amichevole                                                                 | -                                                                          |                                                                            |
| 9-10-1999                                                                  | Amsterdam                                                                  | Paesi Bassi                                                                | 2 – 2                                                                      | Brasile                                                                    | Amichevole                                                                 | 1                                                                          | 84’                                                                        |
| 23-2-2000                                                                  | Amsterdam                                                                  | Paesi Bassi                                                                | 2 – 1                                                                      | Germania                                                                   | Amichevole                                                                 | 1                                                                          | 76’                                                                        |
| 26-4-2000                                                                  | Arnhem                                                                     | Paesi Bassi                                                                | 0 – 0                                                                      | Scozia                                                                     | Amichevole                                                                 | -                                                                          | 46’                                                                        |
| 27-5-2000                                                                  | Amsterdam                                                                  | Paesi Bassi                                                                | 2 – 1                                                                      | Romania                                                                    | Amichevole                                                                 | -                                                                          |                                                                            |
| 4-6-2000                                                                   | Losanna                                                                    | Paesi Bassi                                                                | 3 – 1                                                                      | Polonia                                                                    | Amichevole                                                                 | -                                                                          | 46’                                                                        |
| 11-6-2000                                                                  | Amsterdam                                                                  | Paesi Bassi                                                                | 1 – 0                                                                      | Rep. Ceca                                                                  | Euro 2000 - 1º turno                                                       | -                                                                          | 78’                                                                        |
| 16-6-2000                                                                  | Rotterdam                                                                  | Paesi Bassi                                                                | 3 – 0                                                                      | Danimarca                                                                  | Euro 2000 - 1º turno                                                       | 1                                                                          |                                                                            |
| 21-6-2000                                                                  | Amsterdam                                                                  | Paesi Bassi                                                                | 3 – 2                                                                      | Francia                                                                    | Euro 2000 - 1º turno                                                       | 1                                                                          |                                                                            |
| 25-6-2000                                                                  | Rotterdam                                                                  | Paesi Bassi                                                                | 6 – 1                                                                      | Jugoslavia                                                                 | Euro 2000 - Quarti di finale                                               | -                                                                          | 80’                                                                        |
| 29-6-2000                                                                  | Amsterdam                                                                  | Paesi Bassi                                                                | 0 – 0 dts (1 – 3 dtr)                                                      | Italia                                                                     | Euro 2000 - Semifinale                                                     | -                                                                          | 28’ 77’                                                                    |
| 24-3-2001                                                                  | Barcellona                                                                 | Andorra                                                                    | 0 – 5                                                                      | Paesi Bassi                                                                | Qual. Mondiali 2002                                                        | -                                                                          |                                                                            |
| 28-3-2001                                                                  | Porto                                                                      | Portogallo                                                                 | 2 – 2                                                                      | Paesi Bassi                                                                | Qual. Mondiali 2002                                                        | -                                                                          | 73’                                                                        |
| 25-4-2001                                                                  | Eindhoven                                                                  | Paesi Bassi                                                                | 4 – 0                                                                      | Cipro                                                                      | Qual. Mondiali 2002                                                        | -                                                                          |                                                                            |
| 2-6-2001                                                                   | Tallinn                                                                    | Estonia                                                                    | 2 – 4                                                                      | Paesi Bassi                                                                | Qual. Mondiali 2002                                                        | -                                                                          |                                                                            |
| 15-8-2001                                                                  | Londra                                                                     | Inghilterra                                                                | 0 – 2                                                                      | Paesi Bassi                                                                | Amichevole                                                                 | -                                                                          | 46’                                                                        |
| 1-9-2001                                                                   | Dublino                                                                    | Irlanda                                                                    | 1 – 0                                                                      | Paesi Bassi                                                                | Qual. Mondiali 2002                                                        | -                                                                          | 22’ 55’                                                                    |
| 5-9-2001                                                                   | Eindhoven                                                                  | Paesi Bassi                                                                | 5 – 0                                                                      | Estonia                                                                    | Qual. Mondiali 2002                                                        | 1                                                                          |                                                                            |
| 6-10-2001                                                                  | Arnhem                                                                     | Paesi Bassi                                                                | 4 – 0                                                                      | Andorra                                                                    | Qual. Mondiali 2002                                                        | -                                                                          |                                                                            |
| 10-11-2001                                                                 | Copenaghen                                                                 | Danimarca                                                                  | 1 – 1                                                                      | Paesi Bassi                                                                | Amichevole                                                                 | -                                                                          | 64’ 87’                                                                    |
| 19-5-2002                                                                  | Foxborough                                                                 | Stati Uniti                                                                | 0 – 2                                                                      | Paesi Bassi                                                                | Amichevole                                                                 | -                                                                          | 76’                                                                        |
| 21-8-2002                                                                  | Oslo                                                                       | Norvegia                                                                   | 0 – 1                                                                      | Paesi Bassi                                                                | Amichevole                                                                 | -                                                                          | 46’                                                                        |
| 7-9-2002                                                                   | Eindhoven                                                                  | Paesi Bassi                                                                | 3 – 0                                                                      | Bielorussia                                                                | Qual. Euro 2004                                                            | -                                                                          |                                                                            |
| 16-10-2002                                                                 | Vienna                                                                     | Austria                                                                    | 0 – 3                                                                      | Paesi Bassi                                                                | Qual. Euro 2004                                                            | -                                                                          | 8’ 69’                                                                     |
| 20-11-2002                                                                 | Gelsenkirchen                                                              | Germania                                                                   | 1 – 3                                                                      | Paesi Bassi                                                                | Amichevole                                                                 | -                                                                          |                                                                            |
| 12-2-2003                                                                  | Amsterdam                                                                  | Paesi Bassi                                                                | 1 – 0                                                                      | Argentina                                                                  | Amichevole                                                                 | -                                                                          |                                                                            |
| 29-3-2003                                                                  | Rotterdam                                                                  | Paesi Bassi                                                                | 1 – 1                                                                      | Rep. Ceca                                                                  | Qual. Euro 2004                                                            | -                                                                          |                                                                            |
| 2-4-2003                                                                   | Tiraspol                                                                   | Moldavia                                                                   | 1 – 2                                                                      | Paesi Bassi                                                                | Qual. Euro 2004                                                            | -                                                                          |                                                                            |
| 30-4-2003                                                                  | Eindhoven                                                                  | Paesi Bassi                                                                | 1 – 1                                                                      | Portogallo                                                                 | Amichevole                                                                 | -                                                                          | 80’                                                                        |
| 7-6-2003                                                                   | Minsk                                                                      | Bielorussia                                                                | 0 – 2                                                                      | Paesi Bassi                                                                | Qual. Euro 2004                                                            | -                                                                          |                                                                            |
| 20-8-2003                                                                  | Bruxelles                                                                  | Belgio                                                                     | 1 – 1                                                                      | Paesi Bassi                                                                | Amichevole                                                                 | -                                                                          | 46’                                                                        |
| 6-9-2003                                                                   | Rotterdam                                                                  | Paesi Bassi                                                                | 3 – 1                                                                      | Austria                                                                    | Qual. Euro 2004                                                            | -                                                                          | 46’                                                                        |
| 18-2-2004                                                                  | Amsterdam                                                                  | Paesi Bassi                                                                | 1 – 0                                                                      | Stati Uniti                                                                | Amichevole                                                                 | -                                                                          | 72’                                                                        |
| 31-3-2004                                                                  | Rotterdam                                                                  | Paesi Bassi                                                                | 0 – 0                                                                      | Francia                                                                    | Amichevole                                                                 | -                                                                          |                                                                            |
| 28-4-2004                                                                  | Eindhoven                                                                  | Paesi Bassi                                                                | 4 – 0                                                                      | Grecia                                                                     | Amichevole                                                                 | -                                                                          |                                                                            |
| 29-5-2004                                                                  | Eindhoven                                                                  | Paesi Bassi                                                                | 0 – 1                                                                      | Belgio                                                                     | Amichevole                                                                 | -                                                                          |                                                                            |
| 1-6-2004                                                                   | Losanna                                                                    | Paesi Bassi                                                                | 3 – 0                                                                      | Fær Øer                                                                    | Amichevole                                                                 | 1                                                                          | 46’                                                                        |
| 15-6-2004                                                                  | Porto                                                                      | Germania                                                                   | 1 – 1                                                                      | Paesi Bassi                                                                | Euro 2004 - 1º turno                                                       | -                                                                          | 46’                                                                        |
| 3-9-2004                                                                   | Utrecht                                                                    | Paesi Bassi                                                                | 3 – 0                                                                      | Liechtenstein                                                              | Amichevole                                                                 | -                                                                          |                                                                            |
| Totale                                                                     |                                                                            | Presenze                                                                   | 54                                                                         |                                                                            | Reti                                                                       | 7                                                                          |                                                                            |

## Palmarès

### Club

#### Competizioni nazionali
- Coppa dei Paesi Bassi: 1

PSV: 1995-1996
- Supercoppa dei Paesi Bassi: 2

PSV: 1996, 1997
- Campionato olandese: 1

PSV: 1996-1997
- Campionato spagnolo: 1

Barcellona: 1998-1999
- Coppa di Lega inglese: 1

Middlesbrough: 2003-2004
- Coppa d'Inghilterra: 1

Liverpool: 2005-2006
- Community Shield: 1

Liverpool: 2006

#### Competizioni internazionali
- Supercoppa UEFA: 1

Liverpool: 2005

### Individuale
- Miglior talento dell'anno in Eredivisie: 1

1997